# L'amante senza fissa dimora
L'amante senza fissa dimora è un romanzo di Fruttero & Lucentini del 1986.
Alla sua uscita riscosse un buon successo entrando ai primi posti nelle classifiche italiane di vendite. È stato tradotto in francese e tedesco.

## Trama
La storia si svolge a Venezia ed è la storia dell'incontro tra una guida turistica colta, laconica e affascinante, dalla storia che sconfina nell'incredibile, e una antiquaria romana, di origini nobili.

## Edizioni
- Fruttero & Lucentini, L'amante senza fissa dimora, Oscar Bestseller, Arnoldo Mondadori Editore, 1989,  p. 270, ISBN 978-88-04-32577-2.